# Chilonopsis
Chilonopsis é um género de gastrópode  da família Subulinidae.
Este género contém as seguintes espécies:
- Chilonopsis blofeldi
- Chilonopsis exulatus
- Chilonopsis helena
- Chilonopsis melanoides
- Chilonopsis nonpareil
- Chilonopsis subplicatus
- Chilonopsis subtruncatus
- Chilonopsis turtoni